# Arszúfi csata
Az arszúfi csata a harmadik keresztes hadjárat egyik legfontosabb ütközete volt, amelyre 1191. szeptember 7-én került sor. A csata keresztény győzelemmel végződött, Oroszlánszívű Richárd erői diadalmaskodtak Szaladin nagyobb létszámú ajjúbida hadserege felett.
A csata az arszúfi erdő és Arszúf (az ókori Apollonia, latin nyelvű iratokban Arsur) városa között zajlott le, miközben Richárd serege délnek vonult Jaffa felé, úton Jeruzsálembe, miután bevették Akkót. A masírozó kereszteseket szünet nélkül zaklatták Szaladin erői, de szoros alakzatukat nem sikerült megbontaniuk. Az Arszúftól északra eső síkon Szaladin végül általános támadásra szánta el magát. A keresztes sereg továbbra is tartotta az alakzatot, miközben Richárd a kellő pillanatra várt az ellentámadáshoz. Végül a johannitákból álló utóvéd nem bírta tovább, megrohamozta az ajjúbidákat, és Richárd nem tehetett mást: elrendelte az ellentámadást. A kezdeti siker után Richárd újrarendezte seregét, és győzelmet aratott.
Az ütközet eredményeképpen a keresztesek megőrizték uralmukat a közép-palesztinai partvonalon, Jaffa városát is beleértve.

## Előjáték: Akkótól dél felé

Richárd seregének menetelése dél felé

Miután bevette Akkót, Richárdnak Jaffát, sőt akár a még délebbre fekvő Askalont is el kellett foglalnia ahhoz, hogy a Jeruzsálem elleni támadást megkísérelhesse, így 1191. augusztus 22-én vonulni kezdett dél felé. Szaladin fő célja Jeruzsálem megvédése volt, ezért teljes haderejét mozgósította, hogy megállítsa a keresztesek előrenyomulását. Richárd körültekintően megszervezte serege vonulását. Akkónál az egyiptomi ajjúbida flotta nagy részét elfogta, így a tenger felől nem fenyegette veszély, jobbszárnya védve volt, miközben a tengerparthoz a lehető legközelebb masírozott dél felé.
Richárd nem felejtette el a hattíni csata tanulságait: tudta, hogy seregének létszükséglete az ivóvíz állandó közelsége (habár tartott tőle, hogy a forrásokat és patakokat a szaracénok megmérgezik), legnagyobb ellensége pedig a kiszáradás és a hőguta: nem volt ritka ezen a nyárutón a 40 °C sem. Hiába sürgetett az idő, tempósan haladt. Többnyire csak délelőtt meneteltette a hadat, gyakran megálltak, és mindig vízközelben. Flottája szoros közelségben vitorlázott a part mentén, állandó utánpótlási forrásként és az ápolást igénylő sebesültek menedékeként. A hajóktól függetlenül a sereg tíznapi harctéri fejadagot és készletet cipelt magával, ami emberenként majdnem húsz kilót tett ki: kétszersült, bab, sózott disznóhús, szalonna, friss gyümölcs, zöldség, takarmány, ivóvíz a lovaknak és az embereknek, tűzifa a táborozáshoz; ezek jó részét a trén szállította. Mivel Richárd tisztában volt vele, hogy bármikor rajtaütések, váratlan támadások érhetik, a menetoszlop zárt alakzatban haladt előre, magvát tizenkét lovas egység alkotta, mindegyikben száz lovaggal, a gyalogság pedig a balszárnyán, vagyis a szárazföld felőli oldalon vonult, mintegy „pajzsfalként” fedezve a lovasságot. A gyalogosok legkülső vonalát számszeríjászok tették ki. A tengerpart felőli oldalon a szállítók, illetve a csatározásokban kimerült és periodikusan felváltott gyalogos csapatrészek haladtak.
Szaladin íjászainak újra és újra ismétlődő rajtaütései ellenére Richárd hadvezéri tehetsége biztosította, hogy az alakzat és a fegyelem a legnehezebb pillanatokban is kitartott. Bahá ad-Dín ibn Saddád muszlim krónikás és szemtanú így írja le a menetelést:

„A muszlimok mindenfelől nyílzáport zúdítottak rájuk, hogy kitörésre hergeljék őket, de nem jártak sikerrel. Csodálatos volt ezeknek a férfiaknak az önuralma; egyre csak vonultak, minden sietség és kimerültség nélkül, türelmesen, pedig semmi beleszólásuk nem volt semmibe, és személyes hasznot sem remélhettek az egészből.”

Bahá ad-Dín a keresztesek számszeríja és a törökök íja közötti különbségeket is ecseteli. Látott olyan frank gyalogosokat, akiknek tíz nyílvessző is meredezett a páncélingükből, mégsem sebesültek meg komolyabban, míg a számszeríjlövedékek lovat is, lovast is leterítettek a muszlimok között, de nagy pusztítást okoztak az angol hosszúíjak lövedékei is. Imád ad-Dín al-Iszfahání egyetlen hatalmas sündisznóhoz hasonlította a hadoszlopot.

## Szaladin stratégiája

A Közel-Kelet térképe a harmadik keresztes hadjárat kezdetén

A keresztes sereg iramát a gyalogság és a szállítók diktálták, a túlnyomórészt lovasokból álló muszlim had jóval mozgékonyabb volt. A vetések felperzselése, a szárazföld belsejéből való kiszorítás azonban hatástalan maradt a frank hadseregre, hiszen a vele párhuzamosan mozgó flotta bármikor elláthatta készletekkel. Augusztus 25-én a keresztes utóvédnek egy terepszoroson kellett átkelnie, s itt majdnem sikerült elvágni a derékhadtól, ám a johanniták Richárd irányításával olyan gyorsan felzárkóztak, hogy a muszlimok menekülni kényszerültek. Augusztus 26. és 29. között Richárd serege fellélegezhetett, mert a tengerpart felől kerülte meg a Kármel-hegyet, Szaladin hada viszont kénytelen-kelletlen a szárazföld felőli oldalra szorult. Augusztus 30-tól szeptember 7-ig azonban a muszlimok végig látótávolságra maradtak, várva az alkalmat, hogy lecsaphassanak, ha a keresztesek óvatlannak bizonyulnak. Szeptember 5-én hajnalban, valószínűleg csak taktikai célzattal, Richárd az arabul jól tudó IV. Toroni Henfrid társaságában találkozott Szaladin öccsével, al-Ádillal, és békekötést javasolt neki, amelyben az egész Szentföldet visszakövetelte.
Szeptember elejére Szaladin megértette, hogy a frank sereg kisebb-nagyobb zaklatásával nem fogja tudni megállítani előrehaladását, teljes haderejét bevetve ütközetre kell kényszerítenie őket. Szerencséjére a kereszteseknek át kellett vágniuk Palesztina ritka fás területeinek egyikén, az arszúfi erdőn, amely a tengerparttal párhuzamosan húzódott húsz kilométeren át. Úgy számított, az erdővidék elrejti az ellenség elől csapatainak felállítását, és meglepetésszerű támadást indíthat.
A keresztesek minden különösebb incidens nélkül átkeltek az erdő felén, és szeptember 6-án tábort vertek egy olyan helyen, ahol a Poleg-folyó deltájánál mocsaras rész védte a balszárnyukat. A tábortól délre az Arszúf városához vezető tíz kilométeren át az erdő beljebb húzódott a szárazföld felé, s a part felől 1,5–3 kilométer széles síkot hagyott, amelyen a kereszteseknek át kellett vonulniuk. Szaladin itt tervezte a döntő támadást. Elképzelése az volt, hogy a menetoszlop teljes hosszán csetepatékba bocsátkozik, de a nagy rohamot az utóvéd ellen indítja meg: kivárja, míg az előőrs és a zöm elhalad, elvágja tőlük az erősen támadott hátsó egységeket, és minden tartalékát a résbe zúdítva részenként morzsolja fel a frank haderőt.

## A csata

### A hadseregek nagysága
Az Itinerarium regis Ricardi krónika szerint az ajjúbidák háromszoros létszámfölényben voltak, viszont az általa megadott számok képtelenül túlzóak: háromszázezer, illetve százezer emberről beszél. Mai becslések szerint Szaladin serege 25 000 katonából állhatott, de nagy részük lovas volt (lovasíjászok, könnyűlovasság és némi nehézlovasság). Arra alapozva, hogy a három európai uralkodó hány harcost vitt magával a Szentföldre, s mennyit tudott kiállítani maga a Jeruzsálemi Királyság, a keresztes haderő létszámát 20 000-re teszik: ebből 9000 Richárd angol és normann embere (900 lovag, 8100 gyalogos), 7000 a II. Fülöp király által ott hagyott francia (700 lovag, 6300 gyalogos), 2000 a jeruzsálemi (talán 200 lovag), 1000 a templomos és johannita (hagyományosan 9:1 arányban gyalogos és lovas), és 1000 a vegyes összetételű (dán, fríz, genovai, pisai, turkopol és ismeretlen számú magyar). Ez a kalkuláció figyelmen kívül hagyja a korábbi veszteségeket, szökéseket, így John France szerint csak annyit lehet biztosra venni, hogy a keresztény haderő létszáma 10 000 és 20 000 közötti lehetett. A Cambridge Illustrated Atlas of Warfare szerint Richárd hada 10 000 gyalogosból (lándzsások és számszeríjászok), valamint 1200 nehézlovasból állt, Szaladiné kétszer ennyiből, ráadásul túlnyomórészt lovasból.

### Harcrend és felfejlődés

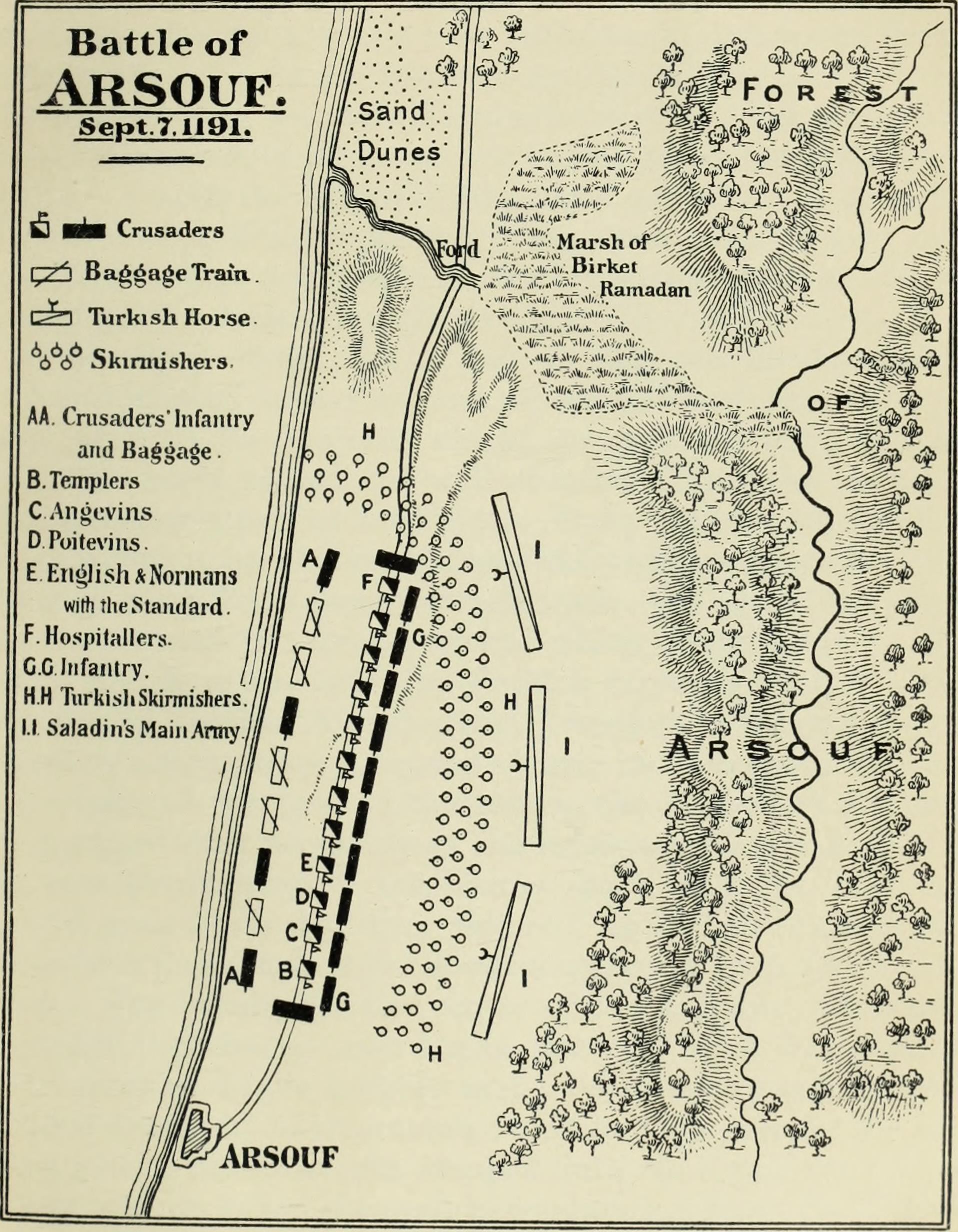
A csata helyszínrajza

1191. szeptember 7-én hajnalban (szombati nap volt), amint Richárd hadserege elkezdett kivonulni a táborból, mindenfelől ellenséges felderítőket észlelt, amiből arra lehetett következtetni, hogy Szaladin teljes serege az erdőben rejtőzik. Richárd nagy gonddal tervezte meg a harcrendet. A legveszélyeztettebb pontokra, a menetoszlop elejére és végére a lovagrendek csapatait állította. Ezek voltak a legtapasztaltabb és elvben a legfegyelmezettebb katonák, és csak közöttük volt turkopol lovasság, amely ugyanúgy harcolt, mint a török lovasíjászok. A keresztény sereg előőrsét a templomos lovagok alkották Sabléi Róbert nagymester parancsnoksága alatt. Utánuk következett három egység Richárd saját alattvalóiból: anjou-iak és bretonok; poitou-iak, köztük Lusignan Guidó jeruzsálemi király; angolok és normannok, ezek őrizték a kerekes emelvényre állított nagy, megvasalt rúdú sárkányos hadi zászlót, amely a csaták hevében gyülekezőhelyül is szolgált. A következő hét alakulat a franciákból, a flamandokból, a szentföldi bárók csapataiból és más, kisebb keresztes kontingensekből állt. Az utóvédet a johannita lovagok adták Nábluszi Garnier nagymester irányításával. A tizenkét alakulatot öt nagy egységbe szervezték, ezek pontos összeállítása nem ismert. Mindezen kívül egy kisebb csapat II. Champagne-i Henrik, a későbbi jeruzsálemi király vezetésével folyamatos felderítést végzett a dombok közt, egy válogatott lovagokból álló osztag pedig Richárddal, illetve Burgundiai Hugóval az élén a hadoszlop mellett cirkált, Szaladin mozgását figyelve, és arra ügyelve, hogy az alakzat fel ne bomoljon. Ez a „harcolva vonuló” taktika egyik legragyogóbb példája azóta is.
A szaracénok megvárták, míg az egész oszlop elhagyja a tábort, és megindul Arszúf felé, majd elővágtattak az erdőből. Az első vonal lovas és gyalogos csatárok sűrű tömegéből, beduin és szudáni íjászokból, valamint török könnyűlovas íjászokból tevődött össze. Utánuk szabályos alakzatokban a páncélos nehézlovasság következett: Szaladin mamlúkjai, kurdok, egyiptomi, szíriai és mezopotámiai emírek és hercegek csapatai. A hadsereg három részre oszlott: balszárnyra, jobbszárnyra és főseregre. Szaladin a zászlai mögül, testőrségével és dobosokkal körülvéve irányította hadseregét.

### Szaladin támadása
Hogy a keresztes had kohézióját megtörjék, és harci szellemét megingassák, az ajjúbida támadást cintányérok és gongok, trombiták lármája, vérfagyasztó csatakiáltások kísérték. Az Itinerarium így ír erről:

„Gyér népünket mindenünnen körülfolyta a szaracén sokadalom, akkor sem menekülhettek volna, ha akarnak; bátorságuk is hibádzott ahhoz, hogy ennyi ellenséggel farkasszemet nézzenek; úgy körül voltak zárva, mint a birka a farkas állkapcsai közt; körös-körül semmi más, csak odafönn az ég, és ellenség mindenfelől.”

Az egymást követő rohamok ugyanazt a mintát ismételték: a gyalogos beduinok és núbiaiak nyilakat lőttek ki és gerelyeket hajítottak az ellenség soraira, azután szétváltak, és utat engedtek a lovasíjászoknak, ezek előrenyomultak, támadtak, majd elvágtattak, a jól bevált taktikájuk szerint. A keresztesek számszeríjászai viszonozták a tüzet, amikor lehetett, bár fő feladatuk abban állt, hogy a folyamatos provokáció ellenére ne hagyják megbontani az alakzatukat. Amikor a csatárok szüntelen rohamai nem jártak eredménnyel, a támadás súlya áttevődött a hadoszlop utóvédjére, a johannita lovagokra és az őket védő gyalogosokra. Két irányból, oldalról és hátulról is rohamozták az egységet, a johannita gyalogságnak gyakran hátrálva kellett folytatnia a vonulást, hogy arccal és pajzzsal az ellenség felé fordulhassanak. Szaladin és öccse, al-Ádil sokszor személyesen is részt vett az irányításban, kitéve magukat a számszeríjászok lövedékeinek.

### A johanniták rohamra indulnak
Szaladin hiába próbálkozott többször is, nem sikerült megbontania a keresztesek menetoszlopát, sem megállítania az előrenyomulását Arszúf felé. Richárd mindent elkövetett, hogy összetartsa seregét, hadd fárassza ki magát ismételt rohamokkal az ellenség, az alkalmas pillanatra várt, amikor koncentrált ellentámadást indíthat a lovagok falanxával. Kockázatos elgondolás volt, mert a hadnak nemcsak sorozatos összetűzések közepette kellett haladnia, hanem a hőség és a szomjúság is megviselte. Komoly problémát okozott továbbá, hogy a szaracénok rengeteg lovat megöltek, veszélyeztetve ezzel az esetleges lovasroham megindítását. Nem egy hátasát vesztett lovag volt kénytelen a gyalogosokhoz csatlakozni.
Az előőrs már beért Arszúfba, amikor az utóvéd johannita számszeríjászai még mindig kénytelenek voltak hátrálva tölteni és lőni támadóikra. Soraik elkerülhetetlenül szétzilálódtak, s az így keletkező résekbe beözönlött a kardot-buzogányt lóbáló ellenség. A keresztesek számára ekkor érkezett el az arszúfi csata döntő szakasza. Nábluszi Garnier ismételten sürgette Richárdot, engedélyezze az ellentámadást. Richárd mindannyiszor elutasította, és megparancsolta a nagymesternek, hogy tartsák a rendet, és várják az általános támadást jelző, háromszor két trombitaszót. Utoljára állítólag így förmedt rá Garnierre: „Tűrj, nagymester! Senki sem lehet egyszerre mindenhol.” Richárd tudta, hogy mindaddig vissza kell fognia lovagjait, amíg a teljes ajjúbida hadsereget be nem vetik, és a lovaik nem kezdenek el kifáradni. A rend marsallja és Carew-i Balduin, Richárd testőrségének lovagja végül nem bírta tovább, és a saját gyalogságukon átcsörtetve, „Szent György!” csatakiáltással rárontottak a szaracénokra, a johanniták pedig azonnal követték őket. A példán felbuzdulva az előttük járó csapattest francia lovagjai is támadásba lendültek.
A hagyományosan elfogadott nézet szerint Nábluszi Garnier és a johanniták akkor indultak rohamra, amikor már nem bírták tovább a zaklatást, és kifejezetten Richárd parancsa ellenére cselekedtek. Ezt a véleményt újabban vitatják. A hagyományos nézet két olyan forrásra támaszkodik, amelyek nem függetlenek egymástól, és bizonyos pontokon ellentétesek más forrásokkal, például Richárdnak a csatáról írott leveleivel. Az újabb felfogás szerint Richárd egyes bizalmi embereinek előzetes engedélyt adhatott annak eldöntésére, hogy alkalmas-e egy pillanat az ellentámadásra. Egyébként is nehéz belátni, hogyan hallhatták volna meg a lovagok a trombitajelet a cintányér- és gongcsattogtatás között, vagy hogyan tudták volna megkülönböztetni Szaladin trombitásainak jeladásaitól.

### A keresztes hadsereg ellentámadása

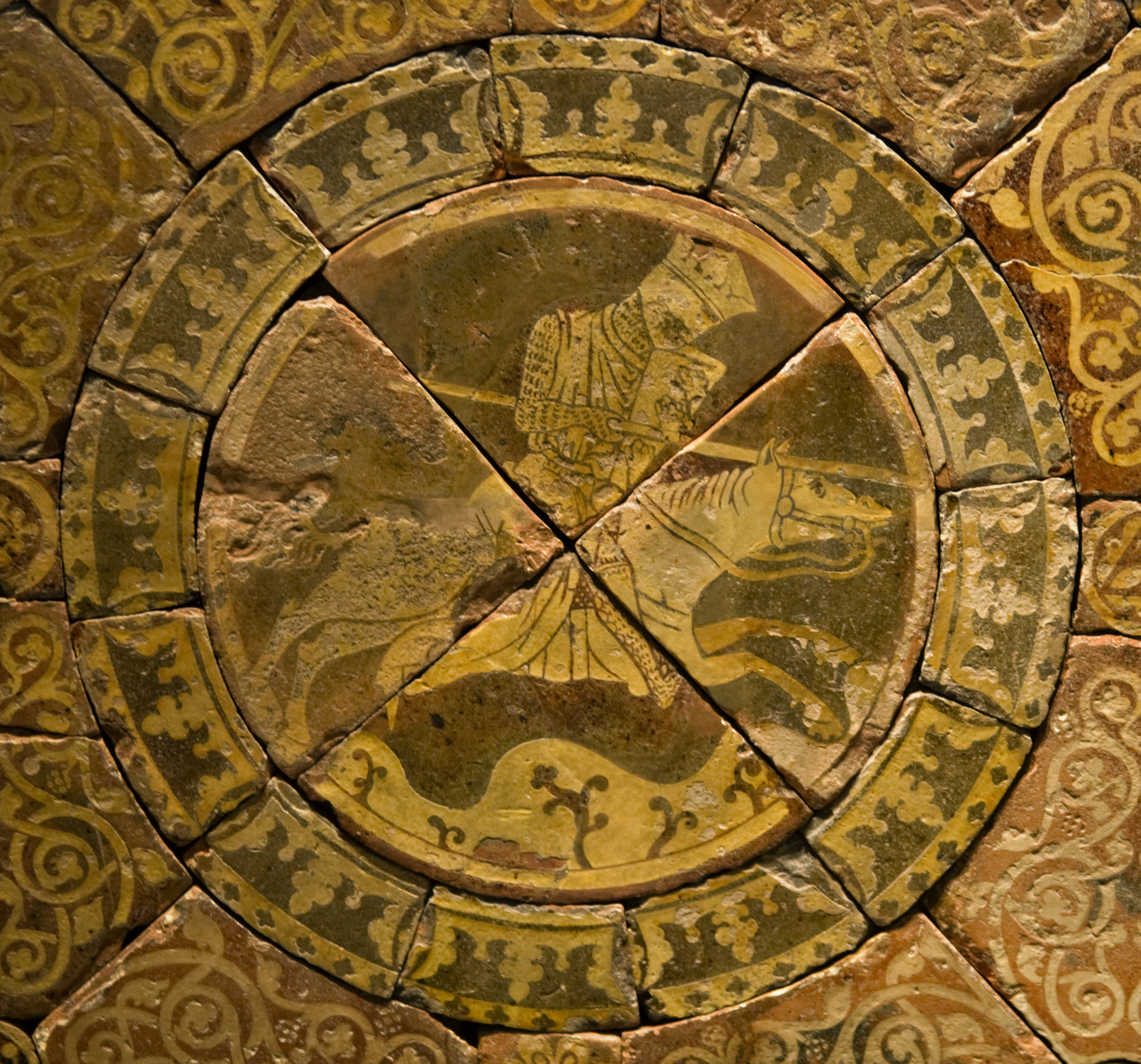
Richárd lándzsát szegezve rohamra indul

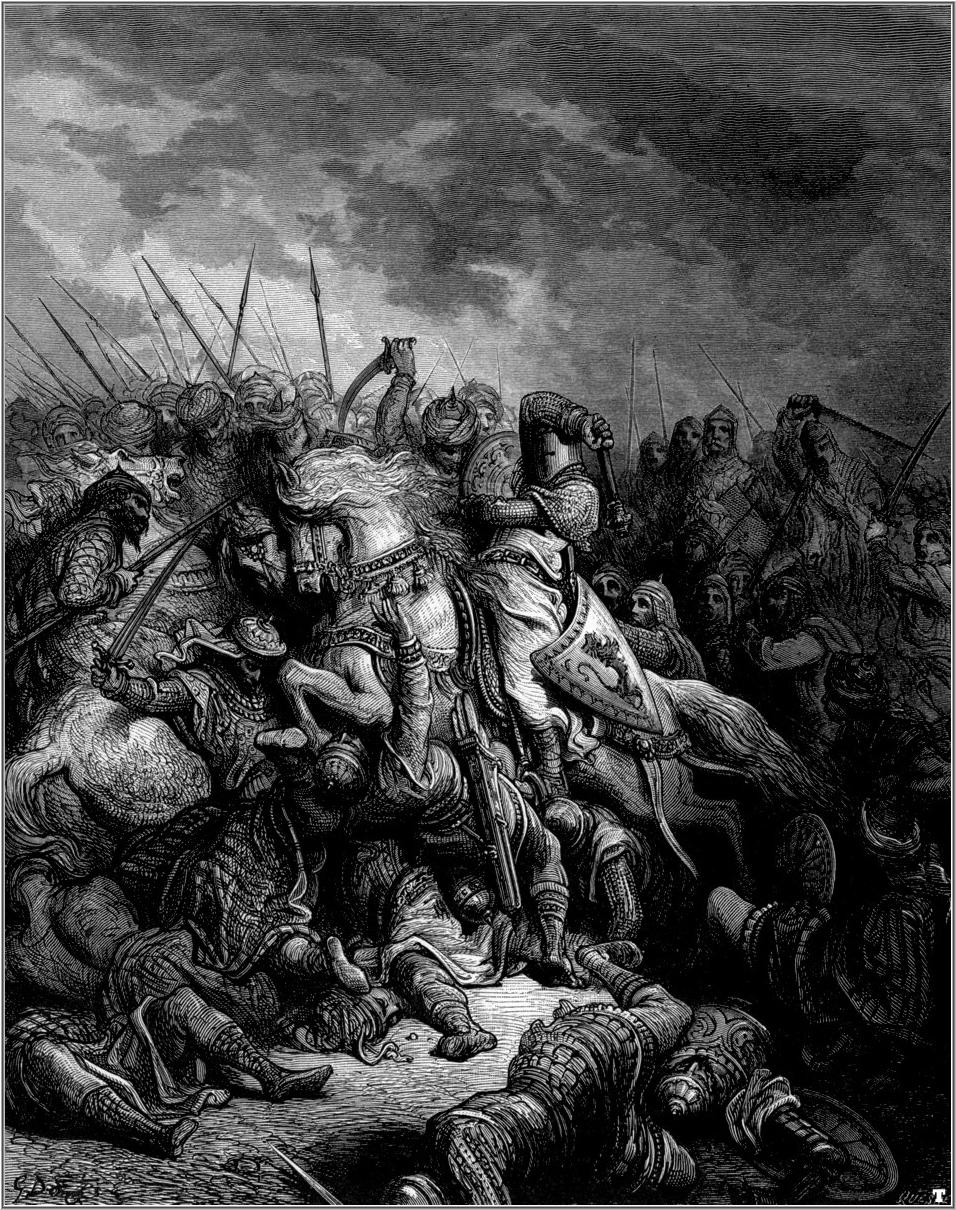
Richárd és Szaladin az arszúfi csatában, Doré metszetén

Akár fegyelmezetlenség, akár előzetes engedély váltotta ki a johanniták rohamát, Richárd azonnal felismerte, hogy ha már a roham megindult, az egész hadseregnek követnie kell: megadta a jelet az ellentámadásra. Ha nem kapnak támogatást, a rohamban részt vevő johannitákat és más hátsó csapatokat hamar legyűrte volna a számbeli fölényben levő ellenség. A frank gyalogság utat nyitott a lovagoknak, s a támadás hátulról elölre haladva több lépcsőben indult meg. Bahá ad-Dín szerint Szaladin katonáit összezavarta a teljes passzivitást követő ádáz roham a keresztesek részéről, s az egész egy előzetes terv részének tűnt.
Az ajjúbida sereg jobbszárnya, amely egy ideje már közelharcot vívott a keresztes hadoszlop utóvédjével, túlságosan össze volt tömörülve, és túlságosan közel volt, hogy elkerülhesse a roham teljes súlyát. Mi több, a szárny egyes részei már lóról szálltak, hogy könnyebben lőhessenek az ellenségre. Hatalmas veszteségeket szenvedtek, miközben a lovagok véres bosszút álltak mindazért, amit addig el kellett tűrniük. Richárd testőr lovagja és a johannita marsall tulajdonképpen jól választották meg a pillanatot. Bahá ad-Dín szavai szerint „teljes volt a fejetlenség”. Ő maga Szaladin főseregénél tartózkodott, s amikor a jobbszárny szétszóródása után az is megfutamodott, megpróbált átnyargalni a balszárnyra, de látta, hogy már az is menekül. Végül Szaladin zászlai alatt keresett oltalmat, ahol már csak tizenhét testőrt és egy dobost talált.
Richárd tisztában volt vele, mekkora veszélyekkel járna egy ilyen, irreguláris harcra és gyors taktikaváltásra kiképzett hadsereg üldözése, ezért másfél kilométer után lefújta a rohamot. A keresztesek jobbszárnya az angol és normann katonákkal még nem bocsátkozott közelharcba, hanem tartalékot képezett, amellyel most a többi seregrész újraegyesült. Az üldözésben több, óvatlanul előremerészkedő lovagot levágtak a visszaforduló törökök, köztük az egyik francia-flamand egység parancsnokát, Avesnes-i Jakabot is. A visszaforduló török csapatok parancsnokai között volt Szaladin unokaöccse, Taki ad-Dín is. Szaladin testőrségének hétszáz emberével rátámadt Richárd balszárnyára, a soraikat rendező lovagok azonban Richárddal az élen egy második rohammal ezt a támadást is megtörték.
Richárd példamutatásáról így ír az Itinerarium:

„A bősz és páratlan király sorra vágta le a törököt mindenfelől, senki sem menekülhetett karja erejétől, mert bármerre fordult, villámló kardja széles utat vágott, s előrenyomulván zuhogtak csapásai, vágta őket, mint az arató a gabonát, s a többi, látván a haldoklókat, tágult tőle, mert a törökök hullái fél mérföldön át elborították a csatateret.”

Az óvatos Richárd azonban tudta, milyen veszélyeknek lehet kitéve a zárt alakzatot megbontó lovaghad a túlerővel szemben, ezért rövid üldözés után ezt a rohamot is lefújta, és újrarendezte sorait. Az ajjúbida lovasság még egyszer visszafordult, de a harmadik, végső roham ezt a támadást is szétverte. A törökök bemenekültek az erdőbe, és szétszóródtak a dombok közt. Richárd bevezette a lovagsereget Arszúfba, ahol a gyalogosok már tábort ütöttek, bár az éj leple alatt sokan visszatértek a harcmezőre, hogy kifosszák a halottakat.

## Következmények

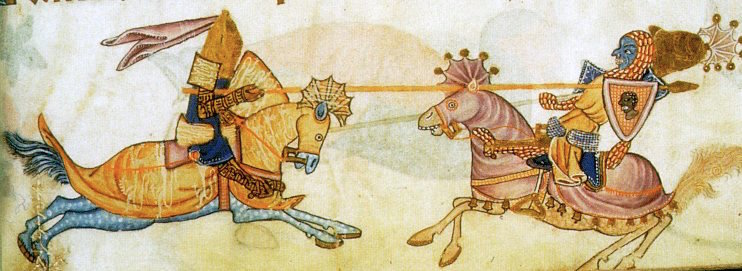
Richárd és Szaladin képzeletbeli párbaja egy 13. századi kódexben

Mint a középkori csaták esetében szinte mindig, a veszteségeket nehezen lehet megállapítani. A keresztény krónikások szerint Szaladin harminckét emírt és 7000 katonát veszített, de lehet, hogy a valódi számok kisebbek. Ambroise azt írja, Richárd harcosai szaracén holttestek ezreit számolták össze a csatatéren. Bahá ad-Dín azt állítja, az ajjúbida sereg vezérei közül csak három halt meg: Muszek, a kurdok nagyemírje, Kajmaz al-Adeli és Buzgus. Richárd vesztesége a beszámolók szerint nem tett ki többet hétszáz főnél. Az egyetlen nevezetes keresztes vitéz, aki a csatában elesett, Avesnes-i Jakab francia lovag volt, akiről Ambroise azt mondja, tizenöt szaracén lovast vágott le, mielőtt megölték.
Arszúf fontos győzelem volt. Az ajjúbida hadsereg súlyos veszteségei ellenére nem semmisült meg, de megfutamodott, ami a muszlimok számára megalázó volt, a keresztesek harci morálját viszont nagyban megerősítette. Bahá ad-Dín írja: „Nemcsak a testünk, a szívünk is megsebződött”. Egy kortárs véleménye szerint ha Richárd maga választhatja meg a pillanatot, mikor induljon rohamra, és nem csak egy engedetlen parancsnoka tettére kell reagálnia, a keresztesek jóval nagyobb győzelmet arathattak volna, ami esetleg hosszú időre megbéníthatta volna Szaladin haderejét. Szaladin később összegyűjtötte ugyan a seregét, és folytatta a rajtaütéseken alapuló hadviselést, de nem sokat ért el vele: a keresztesek meglepetésszerű, pusztító rohamai Arszúfnál elejét vették, hogy újabb átfogó támadást kockáztasson meg. Akkó után Arszúf megint csorbát ejtett Szaladin legyőzhetetlenségének mítoszán, egyúttal bizonyította Richárd katonai bátorságát és hadvezéri tehetségét. Jaffához érve Richárd megszállta és megerődítette az elhagyott várost, amely nélkülözhetetlen volt számára ahhoz, hogy megindulhasson Jeruzsálem ellen. Szaladin megértette, hogy mivel úgysem tudná megtartani őket, ki kell ürítenie és le kell rombolnia egy sor dél-palesztinai erődöt: Askalont, Gázát, Blanche-Garde-ot, Liddát és Ramlát. Darum erődjét, amelynek volt helyőrsége, Richárd mindössze a személyes testőrségével vette be, annyira megingott a szaracénok harci morálja. Richárd azzal, hogy kiszorította Szaladint a partvidékről, közvetlenül Jeruzsálemet fenyegette.
Noha a harmadik keresztes hadjáratnak végül mégsem sikerült elfoglalnia a fővárost, Richárd és Szaladin három évre és nyolc hónapra szóló fegyverszünetet kötött. A jaffai egyezmény lehetővé tette, hogy a nyugati keresztény zarándokok háborítatlanul felkereshessék Jeruzsálemet, továbbá egészen Jaffáig a keresztesek kezén hagyta az egész palesztinai tengermelléket. Mindkét fél kimerült a harcokban. Richárdnak 1192 októberében haza kellett indulnia, hogy megvédje kontinentális birtokait Fülöp Ágost betörései ellen, Szaladinnak pedig továbbra is számolnia kellett egy területileg ugyan összeszűkült, de még mindig erőteljes keresztény államalakulattal.

## Fordítás
- Ez a szócikk részben vagy egészben  a   Battle of Arsuf című angol Wikipédia-szócikk ezen változatának fordításán alapul.  Az eredeti cikk szerkesztőit annak laptörténete sorolja fel. Ez a jelzés csupán a megfogalmazás eredetét és a szerzői jogokat jelzi, nem szolgál a cikkben szereplő információk forrásmegjelöléseként.